# Barry Williams
Barry William Blenkhorn (ur. 30 września 1954 w Santa Monica) – amerykański aktor, scenarzysta i producent filmowy.

## Życiorys
Urodził się w Santa Monica w Kalifornii jako syn Doris May Moore i Franka Millara Blenkhorna. Jego ojciec urodził się w Kanadzie, a rodzina była pochodzenia angielskiego, szkockiego i niemieckiego. Wychowywał się wraz z braćmi – Craigiem i Scottem – w Pacific Palisades, gdzie uczęszczał do Pali High i był sąsiadem  Petera Gravesa. Studiował na Pepperdine University w Malibu.
Jako dziecko zdecydował, że chce zostać aktorem, a w 1967 trafił na ekran telewizyjny NBC w odcinku serialu Na twe życie (Run for Your Life) jako Stanley z Benem Gazzarą i świątecznym odcinku serialu kryminalnego Dragnet 1967 w roli Johna Heffernana z Harrym Morganem. Rozpoznawalność w Stanach Zjednoczonych przyniosła mu rola Grega Brady’ego, najstarszego z synów Bradych, w sitcomie ABC Grunt to rodzinka (The Brady Bunch, 1969–1974), za którą w 1989 otrzymał Young Artist Award. W odcinku serialu NBC Najwięksi bohaterowie Biblii (Greatest Heroes of the Bible) – pt. Wyzwanie Jakuba (Jacob’s Challenge, 1979) wcielił się w postać Jakuba. Napisał scenariusz i był producentem wykonawczym dramatu telewizyjnego Grunt to rodzinka (Growing Up Brady, 2000) z Adamem Brody.
W 1976 zadebiutował na scenie Broadwayu w komedii muzycznej Pippin. W 1988 powrócił na Broadway w roli Alfreda Von Wilmersa w musicalu Romans / Romans. W 2007 wystąpił na off-Broadwayu jako ojciec / narrator w sztuce Dorastanie w latach 70.
Jesienią 2023 wystąpi w 32. edycji programu Dancing with the Stars.

## Filmografia

### Filmy
- 1968: Wild in the Streets jako młody Max
- 1994: Wakacyjna zamiana miejsc (Summertime Switch, TV) jako Frederick Egan II
- 1995: Grunt to rodzinka (The Brady Bunch Movie) jako producent muzyczny
- 2010: Mega pirania (Mega Piranha, TV) jako Bob Grady
- 2012: Wielka Stopa (Bigfoot, TV) jako Simon Quint
- 2016: Flea jako człowiek z bagna

### Seriale TV
- 1967: Run for Your Life jako Stanley
- 1967: Dragnet 1967 jako John Heffernan
- 1968: Najeźdźcy z kosmosu (The Invaders) jako chłopak na rowerze
- 1968: The F.B.I. jako chłopak
- 1968: Lancer jako Ben Price
- 1968: The Mod Squad jako gazeciarz
- 1969: Adam-12 jako Johnny Grant
- 1969: Marcus Welby, lekarz medycyny (Marcus Welby, M.D.) jako Pancho McGurney
- 1969-74: Grunt to rodzinka (The Brady Bunch) jako Greg Brady
- 1970: Mission: Impossible jako król Victor
- 1972-73: The Brady Kids jako Greg Brady (głos)
- 1976: Sierżant Anderson (Police Woman) jako Steve Glass
- 1976–1977: The Brady Bunch Variety Hour jako Greg Brady
- 1982: Trzecia kompania (Three's Company) jako David Winthrop
- 1984: Szpital miejski (General Hospital) jako Hannibal
- 1985: Autostrada do nieba (Highway to Heaven) jako Miki Winner
- 1987: Napisała: Morderstwo (Murder, She Wrote) jako Nate Findley
- 1990: The Bradys jako dr Greg Brady
- 1991: Kids Incorporated jako tato Any
- 1997: Perwersyjne sensacje (Perversions of Science) jako sąsiad
- 2001: S Club 7 w Hollywood (S Club 7 in Hollywood) jako Dean Strickland
- 2006: Jim wie lepiej (According to Jim) jako Ben
- 2006: Różowe lata siedemdziesiąte (That ’70s Show) jako Jeff
- 2011: Nadzdolni (A.N.T. Farm) jako uczestnik teleturnieju
- 2015: The Comeback Kids jako Barry Williams
- 2017: Harmidom jako Bumper Sr. (głos)